# Henriqueta Brieba
Henriqueta Nogues Brieba (Barcelona, 31 de julio de 1901 - Río de Janeiro, 18 de septiembre de 1995) fue una actriz brasileña de origen español.

## Biografía

Set de filmaje de Ascensão e Queda de um Paquera, c. 1969. Archivo Nacional del Brasil.

Nacida en España, Henriqueta Brieba llegó a Brasil cuando era adolescente, acompañando a sus padres en las presentaciones del grupo de teatro del que formaban parte, y muy joven comenzó a actuar en el teatro. Actriz de amplios recursos y comediante nata, participó en varias compañías de teatro y no abandonó las obras teatrales hasta el final de su vida. Actuó en Brasil durante 76 años. Tras pasar por Belém, Manaus, Recife y Salvador, se instaló en Río de Janeiro en la década de 1920, donde comenzó a trabajar en el teatro de revista.
Su primer papel importante en una telenovela fue en Assim na Terra como no Céu de Dias Gomes, en 1970, pero antes había hecho una pequeña aparición en A Grande Mentira, pero fue a partir de 1975, con A Moreninha, cuando se convirtió en una figura conocida por el gran público e intensificó su participación en la televisión.
En los programas de humor, hacía doblete con Jô Soares en el programa Viva o Gordo, como la Pornomãe da Bô Francineide interpretada por Jô Soares en una escena muy exitosa. Debutó en el cine en 1944 en Romance de Um Mordedor, de José Carlos Burle, y siguió actuando esporádicamente hasta la década de 1960. En 1969, Henriqueta Brieba actuó en A Penúltima Donzela, una comedia costumbrista de gran éxito, una de las precursoras de las pornochanchadas.
En la década de 1970, fue una presencia constante en la industria cinematográfica. En esa década, actuó en 33 películas, incluyendo dos de los mayores éxitos del cine nacional, las comedias de Pedro Carlos Róvai, Ainda Agarro Essa Vizinha, de 1974 y A Viúva Virgem, de 1972. Otra película destacada es All Nudity Shall Be Punished, de Arnaldo Jabor.

La actriz actuó con directores de varios estilos, como Reginaldo Faria, Carlos Imperial, Victor di Mello, Braz Chediak, Luís Sérgio Person, Jece Valadão, Carlo Mossy, Fauzi Mansur, Miguel Borges y Hugo Carvana, y exploró los géneros de musical, revista, comedia, drama. El único premio de su carrera vino del teatro: recibió un Molière a la mejor actriz por Caixa de Sombras (1977), de Michael Christofer. Sobre este logro, declaró en una entrevista:
No cantaba, ni bailaba, ni zapateaba. Gané el Molière desde la garganta, con un personaje que vivía en una silla de ruedas. Lo que valía la pena era la interpretación.
Henriqueta se retiró del teatro en 1993, por motivos de salud, después de haber estado tres años en el reparto de Por falta de roupa nova, passei o ferro na velha.
Brieba falleció a la edad de 94 años a causa de una infección pulmonar aguda, durante la madrugada del 18 de septiembre de 1995, en el Hospital de San Lucas, en Río de Janeiro, donde había estado hospitalizada durante 45 días. Su cuerpo fue velado y enterrado en el cementerio de São João Batista, ubicado en esa misma ciudad.

## Homenaje
Actualmente hay una sala de teatro que lleva su nombre, la cual presenta especialmente obras infantiles. Está ubicada en el Tijuca Tênis Clube, un club de clase media alta situado en la Zona Norte de Río de Janeiro, también hay una calle con su nombre en la Zona Este de la ciudad de São Paulo.

## Carrera

### Teatro
- O Rei da Vela
- A Dama do Camarote
- A Casa de Bernarda Alba
- Caixa de Sombras
- Tudo no Escuro
- Por Falta de Roupa Nova, Passei o Ferro na Velha

### Cine
| Año  | Título                              | Papel            |
| ---- | ----------------------------------- | ---------------- |
| 1944 | Romance de Um Mordedor              | [ 3 ]            |
| 1958 | Hoje o Galo Sou Eu                  | Filomena         |
| 1958 | O Batedor de Carteiras              |                  |
| 1961 | Samba em Brasília                   | Clotilde         |
| 1969 | A Penúltima Donzela                 | Tia de Tânia     |
| 1970 | Uma Garota em Maus Lençóis          | Dona Risoleta    |
| 1970 | Pra Quem Fica, Tchau                | Mãe de Maria     |
| 1970 | O Enterro da Cafetina               | Dona da Pensão   |
| 1970 | O Bolão                             |                  |
| 1970 | Ascensão e Queda de um Paquera      | Dona Chiquinha   |
| 1971 | Procura-se uma Virgem               |                  |
| 1971 | Os Cara de Pau                      |                  |
| 1971 | O Barão Otelo no Barato dos Bilhões | Vieja dama       |
| 1971 | Os Amores de um Cafona              | Angelina         |
| 1972 | O Grande Gozador                    | Dona Isaura      |
| 1972 | Com a Cama na Cabeça                | Mãe de Hortênsia |
| 1972 | Cassy Jones, o Magnífico Sedutor    | Freguesa         |
| 1972 | O Azarento                          | Esposa Feliz     |
| 1972 | A Viúva Virgem                      | Tia Diná         |
| 1973 | O Fraco do Sexo Forte               | Tereza           |
| 1973 | A Filha de Madame Betina            | Irmã Caridade    |
| 1973 | Toda Nudez Será Castigada           | Segunda Tia      |
| 1974 | Uma Tarde Outra Tarde               | Dona Hortência   |
| 1974 | O Sexo das Bonecas                  | Caftina          |
| 1974 | Banana Mecânica                     | Paciente         |
| 1975 | Um Soutien Para Papai               | Tereza Cristina  |
| 1975 | O Roubo das Calcinhas               | Madre de Genaro  |
| 1975 | Quando as Mulheres Querem Provas    | Dona Violeta     |
| 1975 | As Loucuras de um Sedutor           |                  |
| 1975 | Eu Dou O Que Ela Gosta              | Pompinata        |
| 1975 | Com as Calças na Mão                | Vieja            |
| 1977 | A Mulata Que Queria Pecar           | Suegra           |
| 1977 | Manicures a Domicílio               |                  |
| 1978 | Se Segura, Malandro                 | Clotilde         |
| 1978 | O Escolhido de Iemanjá              | Vovó             |
| 1979 | Viúvas Precisam de Consolo          |                  |
| 1980 | O Inseto do Amor                    | Sra. no Hotel    |
| 1983 | O Rei da Vela                       | Dona Poloca      |
| 1984 | Para Viver um Grande Amor           |                  |
| 1988 | Super Xuxa contra Baixo Astral      | Vó Cascadura     |

### Televisión
| Año  | Título                          | Papel                          | Notas                 |
| ---- | ------------------------------- | ------------------------------ | --------------------- |
| 1968 | A Grande Mentira                |                                |                       |
| 1970 | Assim na Terra como no Céu      | Tia Coló                       |                       |
| 1971 | Bandeira 2                      | Filó                           |                       |
| 1972 | Uma Rosa com Amor               | Pepa                           |                       |
| 1973 | Os Ossos do Barão               | Lucrécia                       |                       |
| 1975 | Escalada                        | Vó Dita                        |                       |
| 1975 | A Moreninha                     | Donana                         |                       |
| 1976 | Anjo Mau                        | Carolina                       |                       |
| 1976 | Estúpido Cupido                 | Madre de Olga                  |                       |
| 1979 | Casa Fantástica                 |                                |                       |
| 1980 | Chega Mais                      | Cândida                        |                       |
| 1981 | Ciranda de Pedra                | Ana Dória                      |                       |
| 1981 | Jogo da Vida                    |                                |                       |
| 1982 | Paraíso                         | Dona Ida                       |                       |
| 1983 | Viva o Gordo                    | Pornô-mãe                      |                       |
| 1983 | Guerra dos Sexos                | Berenice Vasconcelos           |                       |
| 1983 | Champagne                       | Luizinha                       |                       |
| 1985 | Um Sonho a Mais                 | Dona Guiomar                   |                       |
| 1986 | Cambalacho                      | Ubiratânia                     |                       |
| 1987 | Sassaricando                    | La abuela fallecida de Dinalda |                       |
| 1988 | O Primo Basílio                 | Dona Rita                      |                       |
| 1989 | Que Rei Sou Eu?                 |                                | Participação Especial |
| 1990 | Gente Fina                      | Senhora Idosa                  | Participação Especial |
| 1990 | Meu Bem, Meu Mal                | Dona Pequenina                 |                       |
| 1991 | Escolinha do Professor Raimundo | madre de D. Cacilda            |                       |
| 1992 | Escolinha do Professor Raimundo | Gerente de un asilo            |                       |
| 1993 | O Mapa da Mina                  | La vieja amiga de Zilda        |                       |